# شبکه‌های بی‌سیم موردی

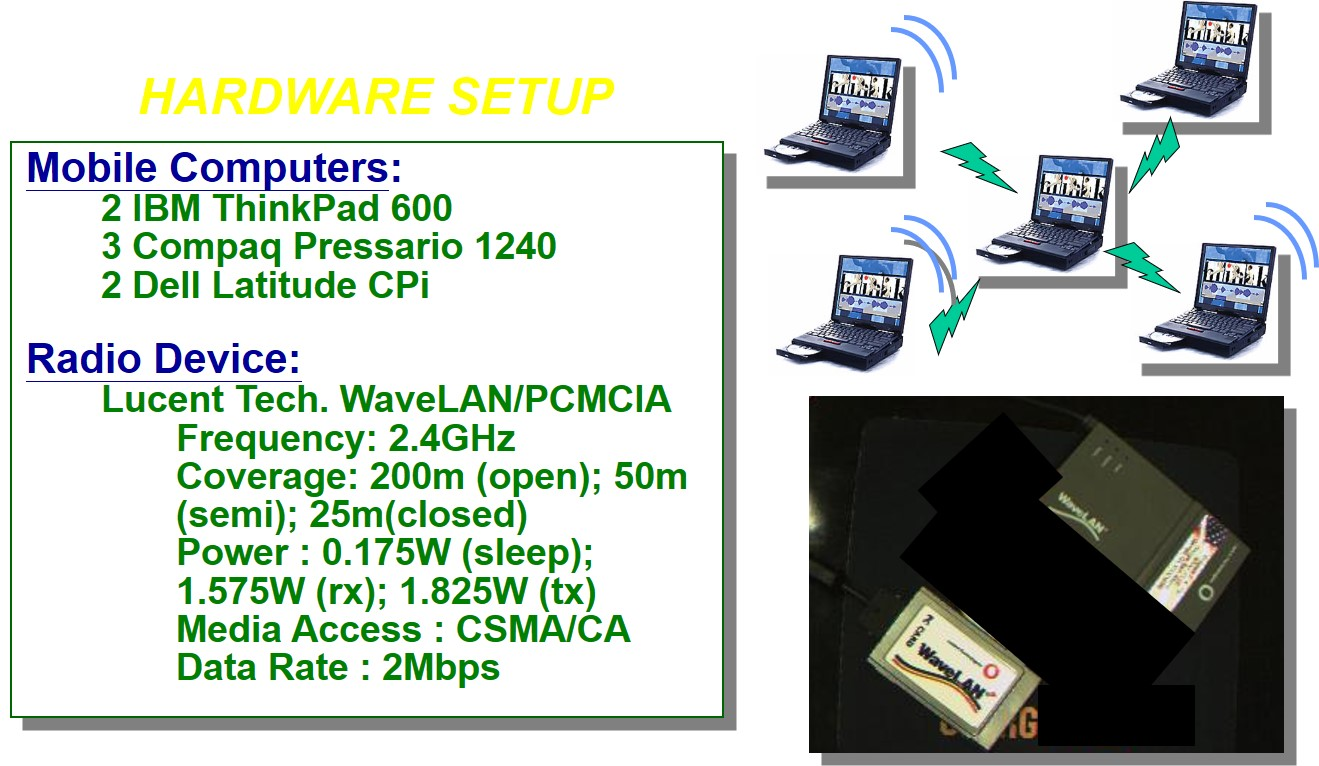
شبکه های بی سیم موردی (ارتباطات و اتصالات)

شبکه‌های بی‌سیم موردی یا شبکه‌های بی‌سیم ادهاک (به انگلیسی: AD hoc Networks)، شامل مجموعه‌ای از گره‌های توزیع شده‌اند که با همدیگر به‌طور بی‌سیم ارتباط دارند. نودها می‌توانند کامپیوتر میزبان یا مسیریاب باشند. نودها به‌طور مستقیم بدون هیچگونه نقطه دسترسی با همدیگر ارتباط برقرار می‌کنند و سازمان ثابتی ندارند و بنابراین در یک توپولوژی دلخواه شکل گرفته‌اند. هر نودی مجهز به یک فرستنده و گیرنده می‌باشد. مهم‌ترین ویژگی این شبکه‌ها وجود یک توپولوژی پویا و متغیر می‌باشد که نتیجه تحرک نودها می‌باشد. نودها در این شبکه‌ها به‌طور پیوسته موقعیت خود را تغییر می‌دهند که این خود نیاز به یک پروتکل مسیریابی که توانایی سازگاری با این تغییرات را داشته، نمایان می‌کند. مسیریابی و امنیت در این شبکه از چالش‌های امروز این شبکه هاست. شبکه‌های بی سیم ادهاک خود بر دو نوع می‌باشند: شبکه‌های حسگر هوشمند و شبکه‌های ادهاک متحرک. در مسیریابی در شبکه‌های ادهاک نوع حسگر سخت‌افزار محدودیت‌هایی را بر شبکه اعمال می‌کند که باید در انتخاب روش مسیریابی مد نظر قرار بگیرند ازجمله اینکه منبع تغذیه در گره‌ها محدود می‌باشد و در عمل، امکان تعویض یا شارژ مجدد آن مقدور نیست؛ لذا روش مسیریابی پیشنهادی در این شبکه‌ها بایستی از انرژی موجود به بهترین نحو ممکن استفاده کند یعنی باید مطلع از منابع گره باشد و اگر گره منابع کافی نداشت بسته را به آن برای ارسال به مقصد نفرستد. خودمختاربودن و قابلیت انطباق گره‌ها را ایجاد کند. بعضی از این روش‌ها در این مقاله بحث شده‌اند.

## پیشینه
شبکه‌های ادهاک عمر ۷۰ ساله دارند و به دلایل نظامی به وجود آمدند. یک مثال کلاسیک از شبکه‌های ادهاک، شبکه جنگنده‌های جنگ و پایگاه‌های موبایل آن‌ها در میدان جنگ می‌باشد. بعداً مشخص شد در قسمت‌های تجاری و صنعتی نیز می‌توانند مفید واقع شوند. این شبکه‌ها شامل مجموعه‌ای از گره‌های توزیع شده‌اند که بدون پشتیبانی مدیریت مرکزی یک شبکهٔ موقت را می‌سازند. طبیعی‌ترین مزیت استفاده از این شبکه‌ها عدم نیاز به ساختار فیزیکی و امکان ایجاد تغییر در ساختار مجازی آنهاست. این ویژگی‌های خاصی که دارند پروتکل‌های مسریابی و روش‌های امنیتی خاصی را می‌طلبد.

## معرفی انواع شبکه‌های ادهاک
شبکه‌های حسگر هوشمند: متشکل از چندین حسگر هستند که در محدوده جغرافیایی معینی قرار گرفته‌اند. هر حسگر دارای قابلیت ارتباطی بی سیم و هوش کافی برای پردازش سیگنال‌ها و امکان شبکه سازی است.
شبکه‌های موبایل ادهاک :مجموعه مستقلی شامل کاربران متحرک است که از طریق لینک‌های بی سیم با یکدیگر ارتباط برقرار می‌کنند. برای اتفاقات غیرقابل پیش‌بینی اتصالات و شبکه‌های متمرکز کارا نبوده و قابلیت اطمینان کافی را ندارند؛ لذا شبکه‌های ادهاک موبایل راه حل مناسبی است، گره‌های واقع در شبکه‌های ادهاک موبایل مجهز به گیرنده و فرستنده‌های بی سیم بوده و از آنتن‌هایی استفاده می‌کنند که ممکن است از نوع Broad cast یا peer to peer باشند.

## کاربردهای شبکه ادهاک
به‌طور کلی زمانی که زیرساختاری قابل دسترس نیست و ایجاد و احداث زیرساختار غیرعملی بوده و همچنین مقرون به صرفه نباشد، استفاده از شبکه ادهاک مفید است. از جمله این کاربردها می‌توان به موارد زیر اشاره نمود:
- شبکه‌های شخصی (تلفن‌های سلولی، کامپیوترهای کیفی، ساعت‌های مچی، ear phone و کامپیوترهای wearable)
- محیط‌های نظامی
  - سربازها و تانک‌ها و هواپیماها
  - در نبردهایی که کنترل از راه دور صورت می‌گیرد
  - برای ارتباطات نظامی
  - توانایی باقی‌ماندن در میدان منازعه
- محیط‌های غیرنظامی
  - شبکه تاکسی رانی
  - اتاق‌های ملاقات
  - میادین یا ورزشگاه‌های ورزشی
  - قایق‌ها، هواپیماهای کوچک
  - کنفرانس‌ها جلسات
- عملکردهای فوری
  - عملیات جستجو و نجات
  - موقعیت‌های امدادی برای حادثه‌های بد و فوری
  - برای ترمیم و بدست آوردن اطلاعات در حوادث بد و غیرمترقبه مانند وقوع بلایای طبیعی چون سیل و طوفان و زلزله
- محیط‌های علمی
  - در محیط‌های علمی و تحقیقاتی در برخی از مناطق که دانشمندان برای نخستین بار اقدام به بررسی می‌کنند، به علت عدم وجود زیرساختار، شبکه ادهاک بسیار مفید می‌باشد.
- Sensor webs
  - یک دسته مخصوص از شبکه‌های ادهاک را می‌توان Sensor webs دانست. شبکه‌ای از گره‌های حسگر که یک گره، سیستمی است که دارای باتری می‌باشد. توانایی مخابره بی سیم محاسبات و حس کردن محیط در آن وجود دارد. نقش آن مانیتور کردن و تعامل با محیط و دنیای اطراف است. کاربردهای آن شامل آزمایش‌های اقیانوسی و فضایی می‌باشد.[۲]

## خصوصیات شبکه‌های ادهاک
شبکه‌های بی سیم دارای نیازمندی‌ها و مشکلات امنیتی ویژه‌ای هستند. این مشکلات ناشی از ماهیت و خواص شبکه‌های بی سیم است که در بررسی هر راه حل امنیتی باید به آن‌ها توجه نمود:
1. فقدان زیرساخت: در شبکه‌های بی سیم ساختارهای متمرکز و مجتمع مثل سرویس دهنده‌ها، مسیریاب‌ها و... لزوماً موجود نیستند (مثلاً در شبکه‌های ادهاک)، به همین خاطر راه حل‌های امنیتی آن‌ها هم معمولاً غیر متمرکز، توزیع شده و مبتنی بر همکاری همه نودهای شبکه‌است.
2. استفاده از لینک بی سیم: در شبکه بی سیم، خطوط دفاعی معمول در شبکه‌های سیمی (مثلاً فایروال به عنوان خط مقدم دفاع) وجود ندارد. نفوذگر از تمام جهت‌ها و بدون نیاز به دسترسی فیزیکی به لینک، می‌تواند هر نودی را هدف قرار دهد.
3. چند پرشی بودن: در اغلب پروتکل‌های مسیریابی بی سیم، خود نودها نقش مسیریاب را ایفا می‌کنند (به خصوص در شبکه‌های ادهاک)، و بسته‌ها دارای چند hop مختلف هستند. طبیعتاً به هر نودی نمی‌توان اعتماد داشت آن هم برای وظیفه‌ای همچون مسیریابی!
4. خودمختاری نودها در تغییر مکان: نودهای سیار در شبکه بی سیم به دلیل تغییر محل به خصوص در شبکه‌های بزرگ به سختی قابل ردیابی هستند.

از دیگر ویژگی‌های طبیعی شبکه بی سیم که منبع مشکلات امنیتی آن است می‌توان به فقدان توپولوژی ثابت و محدودیت‌های منابعی مثل توان، پردازنده و حافظه اشاره کرد.

## امنیت در شبکه‌های بی سیم
این شبکه‌ها به شدت در مقابل حملات آسیب پذیرند و امروزه مقاومت کردن در برابر حملات از چالش‌های توسعه این شبکه هاست. دلایل اصلی این مشکلات عبارتند از:
- کانال رادیویی اشتراکی انتقال داده
- محیط عملیاتی ناامن
- قدرت مرکزی ناکافی
- منابع محدود
- آسیب‌پذیر بودن از لحاظ فیزیکی
- کافی نبودن ارتباط نودهای میانی.

### منشأ ضعف امنیتی در شبکه‌های بی‌سیم و خطرات معمول
ساختار این شبکه‌ها مبتنی بر استفاده از سیگنال‌های رادیویی به جای سیم و کابل، استوار است. با استفاده از این سیگنال‌ها و در واقع بدون مرز ساختن پوشش ساختار شبکه، نفوذگران قادرند در صورت شکستن موانع امنیتی نه‌چندان قدرتمند این شبکه‌ها، خود را به عنوان عضوی از این شبکه‌ها جازده و در صورت تحقّق این امر، امکان دست‌یابی به اطلاعات حیاتی، حمله به سرویس‌دهندگان سازمان و مجموعه، تخریب اطلاعات، ایجاد اختلال در ارتباطات گره‌های شبکه با یکدیگر، تولید داده‌های غیرواقعی و گمراه‌کننده، سوءاستفاده از پهنای باند مؤثر شبکه و دیگر فعالیت‌های مخرب وجود دارد. در مجموع، در تمامی دسته‌های شبکه‌های بی‌سیم، از دید امنیتی حقایقی مشترک صادق است:
- نفوذگران، با گذر از تدابیر امنیتی موجود، می‌توانند به راحتی به منابع اطلاعاتی موجود بر روی سیستم‌های رایانه‌ای دست یابند.
- حمله‌های DOS به تجهیزات و سیستم‌های بی سیم بسیار متداول است.
- کامپیوترهای قابل حمل و جیبی، که امکان استفاده از شبکهٔ بی سیم را دارند، به راحتی قابل سرقت هستند. با سرقت چنین سخت‌افزارهایی، می‌توان اولین قدم برای نفوذ به شبکه را برداشت.
- یک نفوذگر می‌تواند از نقاط مشترک میان یک شبکهٔ بی‌سیم در یک سازمان و شبکهٔ سیمی آن (که در اغلب موارد شبکهٔ اصلی و حساس‌تری محسوب می‌گردد) استفاده کرده و با نفوذ به شبکهٔ بی‌سیم عملاً راهی برای دست یابی به منابع شبکه سیمی نیز بیابد.

### سه روش امنیتی در شبکه‌های بی سیم
- WEP
  - در این روش از شنود کاربرهایی که در شبکه مجوز ندارند جلوگیری به عمل می‌آید که مناسب برای شبکه‌های کوچک بوده زیرا نیاز به تنظیمات دستی مربوطه در هر سرویس گیرنده می‌باشد. اساس رمز نگاری WEP بر مبنای الگوریتم RC۴ به وسیلهٔ RSA م
- SSID
  - شبکه‌های WLAN دارای چندین شبکه محلی می‌باشند که هر کدام آن‌ها دارای یک شناسه یکتا می‌باشند این شناسه‌ها در چندین نقطه دسترسی قرار داده می‌شوند. هر کاربر برای دسترسی به شبکه مورد نظر بایستی تنظیمات شناسه SSID مربوطه را انجام دهد.
- MAC
  - لیستی از MAC آدرس‌های مورد استفاده در یک شبکه به نقطه دسترسی مربوطه وارد شده بنابراین تنها کامپیوترهای دارای این MAC آدرس‌ها اجازه دسترسی دارند به عبارتی وقتی یک کامپیوتر درخواستی را ارسال می‌کند MAC آدرس آن با لیست MAC آدرس مربوطه در نقطه دسترسی مقایسه شده و اجازه دسترسی یا عدم دسترسی آن مورد بررسی قرار می‌گیرد. این روش امنیتی مناسب برای شبکه‌های کوچک بوده زیرا در شبکه‌های بزرگ امکان ورود این آدرس‌ها به نقطه دسترسی بسیار مشکل می‌باشد. در کل می‌توان به کاستن از شعاع تحت پوشش سیگنال‌های شبکه کم کرد و اطلاعات را رمزنگاری کرد.

## مسیریابی
در شبکه‌های ادهاک، نودهای شبکه دانش قبلی از توپولوژی شبکه‌ای که در آن قرار دارند، ندارند به همین دلیل مجبورند برای ارتباط با سایر نودها، محل مقصد را در شبکه کشف کنند. در اینجا ایده اصلی این است که یک نود جدید به‌طور اختیاری حضورش را در سراسر شبکه منتشر می‌کند و به همسایه‌هایش گوش می‌دهد. به این ترتیب نود تا حدی ازنودهای نزدیکش اطلاع بدست می‌آورد و راه رسیدن به آن‌ها را یاد می‌گیرد به همین ترتیب که پیش رویم همه نودهای دیگر را می‌شناسد و حداقل یک راه برای رسیدن به آن‌ها را می‌داند.

### پروتکل‌های مسیریابی
پروتکل‌های مسیریابی بین هر دو نود این شبکه به دلیل اینکه هر نودی می‌تواند به‌طور تصادفی حرکت کند و حتی می‌تواند در زمانی از شبکه خارج شده باشد، مشکل می‌باشند. به این معنی یک مسیری که در یک زمان بهینه‌است ممکن است چند ثانیه بعد اصلاً این مسیر وجود نداشته باشد. در زیر سه دسته از پروتکل‌های مسیر یابی که در این شبکه‌ها وجود دارد را معرفی می‌کنیم.
1. Table Driven Protocols
  - در این روش مسیریابی هرنودی اطلاعات مسیریابی را با ذخیره اطلاعات محلی سایر نودها در شبکه استفاده می‌کند و این اطلاعات سپس برای انتقال داده از طریق نودهای مختلف استفاده می‌شوند.
2. On Demand Protocols
  - روش ایجاب می‌کند مسیرهایی بین نودها تنها زمانی که برای مسیریابی بسته موردنیاز است تا جایی که ممکن است بروزرسانی روی مسیرهای درون شبکه ندارد به جای آن روی مسیرهایی که ایجاد شده و استفاده می‌شوند وقتی مسیری توسط یک نود منبع به مقصدی نیاز می‌شود که آن هیچ اطلاعات مسیریابی ندارد، آن فرایند کشف مسیر را از یک نود شروع می‌کند تا به مقصد برسد. همچنین ممکن است یک نود میانی مسیری تا مقصد داشته باشد. این پروتکل‌ها زمانی مؤثرند که فرایند کشف مسیر کمتر از انتقال داده تکرار شود زیرا ترافیک ایجاد شده توسط مرحله کشف مسیر در مقایسه با پهنای باند ارتباطی کمتر است.
3. Hybrid Protocols
  - ترکیبی از دو پروتکل بالاست. این پروتکل‌ها روش مسیریابی بردار-فاصله را برای پیدا کردن کوتاه‌ترین به کار می‌گیرند و اطلاعات مسیریابی را تنها وقتی تغییری در توپولوژی شبکه وجود دارد را گزارش می‌دهند. هر نودی در شبکه برای خودش یک zone مسیریابی دارد و رکورد اطلاعات مسیریابی در این zoneها نگهداری می‌شود. مثل (ZRP (zone routing protocol

### پروتکل‌های روش اول
- DSDV: این پروتکل بر مبنای الگوریتم کلاسیک Bellman-Ford بنا شده‌است. در این حالت هر گره لیستی از تمام مقصدها و نیز تعداد پرش‌ها تا هر مقصد را تهیه می‌کند. هر مدخل لیست با یک عدد شماره گذاری شده‌است. برای کم کردن حجم ترافیک ناشی از بروز رسانی مسیرها در شبکه از incremental -packets استفاده می‌شود. تنها مزیت این پروتکل اجتناب از به وجود آمدن حلقه‌های مسیریابی در شبکه‌های شامل مسیریاب‌های متحرک است. بدین ترتیب اطلاعات مسیرها همواره بدون توجه به این که آیا گره در حال حاضر نیاز به استفاده از مسیر دارد یا نه فراهم هستند.

معایب: پروتکل DSDV نیازمند پارامترهایی از قبیل بازه زمانی بروزرسانی اطلاعات و تعداد بروزرسانی‌های مورد نیاز می‌باشد.
- WRP: این پروتکل بر مبنای الگوریتم path-finding بنا شده با این استثنا که مشکل شمارش تا بینهایت این الگوریتم را برطرف کرده‌است. در این پروتکل هر گره، چهار جدول تهیه می‌کند: جدول فاصله، جدول مسیر یابی، جدول هزینه لینک و جدولی در مورد پیام‌هایی که باید دوباره ارسال شوند. تغییرات ایجاد شده در لینک‌ها از طریق ارسال و دریافت پیام میان گره‌های همسایه اطلاع داده می‌شوند.[۵]
- CSGR: در این نوع پروتکل گره‌ها به دسته‌ها تقسیم‌بندی می‌شوند. هر گروه یک سر گروه دارد که می‌تواند گروهی از میزبان‌ها را کنترل و مدیریت کند. از جمله قابلیت‌هایی که عمل دسته‌بندی فراهم می‌کند می‌توان به اختصاص پهنای باند و دسترسی به کانال اشاره کرد. این پروتکل از DSDV به عنوان پروتکل مسیریابی زیر بنایی خود استفاده می‌کند. نیز در این نوع هر گره دو جدول یکی جدول مسیریابی و دیگری جدول مریوط به عضویت در گره‌های مختلف را فراهم می‌کند.

معایب: گره‌ای که سر واقع شده سربار محاسباتی زیادی نسبت به بقیه دارد و به دلیل اینکه بیشتر اطلاعات از طریق این سرگروه‌ها برآورده می‌شوند در صورتی که یکی از گره‌های سرگروه دچار مشکل شود کل یا بخشی از شبکه آسیب می‌بیند.
- STAR: این پروتکل نیاز به بروز رسانی متداوم مسیرها نداشته و هیچ تلاشی برای یافتن مسیر بهینه بین گره‌ها نمی‌کند.

### پروتکل‌های روش دوم
- SSR: این پروتکل مسیرها را بر مبنای قدرت و توان سیگنال‌ها بین گره‌ها انتخاب می‌کند؛ بنابراین مسیرهایی که انتخاب می‌شوند نسبتاً قوی تر هستند. می‌توان این پروتکل را به دو بخش DRP و SRP تقسیم کرد. DRP مسئول تهیه و نگهداری جدول مسیریابی و جدول مربوط به توان سیگنال‌ها می‌باشد.SRP نیز بسته‌های رسیده را بررسی می‌کند تا در صورتی که آدرس گره مربوط به خود را داشته باشد آن را به لایه‌های بالاتر بفرستد.[۷]
- DSR:در این نوع، گره‌های موبایل بایستی حافظه‌هایی موقت برای مسیرهایی که از وجود آن‌ها مطلع هستند فراهم کنند. دو فاز اصلی برای این پروتکل در نظر گرفته شده‌است:کشف مسیر و بروز رسانی مسیر. فاز کشف مسیر از route request/reply packetها و فاز بروز رسانی مسیر از تصدیق‌ها و اشتباهای لینکی استفاده می‌کند.[۸]
- TORA: بر اساس الگوریتم مسیریابی توزیع شده بنا شده و برای شبکه‌های موبایل بسیار پویا طراحی شده‌است. این الگوریتم برای هر جفت از گره‌ها چندین مسیر تعیین می‌کند و نیازمند کلاک سنکرون می‌باشد. سه عمل اصلی این پروتکل عبارتند از: ایجاد مسیر. بروز رسانی مسیر و از بین بردن مسیر.[۹]
- AODV: بر مبنای الگوریتم DSDV بنا شده با این تفاوت که به دلیل مسیریابی تنها در زمان نیاز میزان انتشار را کاهش می‌دهد. الگوریتم کشف مسیر تنها زمانی آغاز به کار می‌کند که مسیری بین دو گره وجود نداشته باشد.
- RDMAR: این نوع از پروتکل فاصلهٔ بین دو گره را از طریق حلقه‌های رادیویی و الگوریتم‌های فاصله یابی محاسبه می‌کند. این پروتکل محدوده جستجوی مسیر را مقدار مشخص و محدودی تایین می‌کند تا بدین وسیله از ترافیک ناشی از سیل آسا در شبکه کاسته باشد.

### مسیریابی چند مسیری
برخی از الگوریتم‌های مسیریابی در شبکه‌های موردی، عمل مسیریابی را به‌طور چندمسیری انجام می‌دهند، به این معنا که به‌طور هم‌زمان چندین مسیر را بین مبدأ و مقصد برقرار می‌کنند. در حالت کلی می‌توان مزایای زیر را برای  الگوریتم‌های چندمسیری در برابر الگوریتم‌های تک‌مسیری، برشمرد:
۱. افزایش تحمل پذیری در برابر خطا و خرابی.
۲. متعادل کردن بار در شبکه و کنترل ازدحام و ترافیک.
۳. افزایش پهنای باند انتها به انتها.
۴. کاهش تأخیر انتها به انتها.
الگوریتم‌های مسیریابی چند مسیری در واقع چندین مسیر را بین مبدأ و مقصد کشف می‌کنند، که استفاده از این مسیرها معمولاً به دو صورت انجام می‌شود. در رویکرد اول همواره یکی از این مسیرهای به عنوان مسیرِ اصلی جهت ارسال اطلاعات انتخاب می‌شود و ارسال اطلاعات به سمت مقصد، فقط از طریق مسیرِ اصلی صورت می‌گیرد و مابقی مسیرها به عنوان مسیر جایگزین نگهداری می‌شوند تا در صورت ناکارآمد شدن یا از بین روفتن مسیر اصلی، از یکی از آن‌ها جهت ارسال اطلاعات استفاده شود. به این ترتیب در صورت خرابی، تأخیر بسیار کمتری به شبکه تحمیل می‌شود. اما در رویکرد دیگر، مبدأ هم‌زمان از چندین مسیر برای ارسال اطلاعات به سمت مقصد استفاده می‌کند که در این صورت می‌توان به مزایایی از قبیل متعادل کردن بار در شبکه و کنترل ترافیک و ازدحام دست یافت. در نهایت در این رویکرد نیز به خاطر ارسال موازی داده‌ها، تأخیر انتها به انتها به شدت کاهش می‌یابد.
در بین الگوریتم‌های مسیریابی چند مسیری می‌توان به SMR، AOMDV، AODVM، ZD-AOMDV و IZM-DSR اشاره کرد.

## محدودیت‌های سخت‌افزاری یک گره حسگر
عواملی چون اقتصادی بودن سیستم، قابلیت مورد انتظار، تعداد انبوه گره‌ها و نهایتاً عملی شدن ایده‌ها در محیط واقعی، موجب گشته هر گره یکسری محدودیت‌های سخت‌افزاری داشته باشد. این محدودیت‌ها در ذیل اشاره شده و در مورد هرکدام توضیحی ارائه گردیده‌است :

- هزینه پائین: بایستی سیستم نهایی از نظر اقتصادی مقرون به صرفه باشد. چون تعداد گره‌ها خیلی زیاد بوده و برآورد هزینه هر گره در تعداد زیادی (بالغ بر چند هزار) ضرب می‌گردد، بنابراین هر چه از هزینه هر گره کاسته شود، در سطح کلی شبکه، صرفه جویی زیادی صورت خواهد گرفت و سعی می‌شود هزینه هر گره به کمتر از یک دلار برسد.

- حجم کوچک: گره‌ها به نسبت محدوده‌ای که زیر نظر دارند، بخشی را به حجم خود اختصاص می‌دهند؛ لذا هر چه این نسبت کمتر باشد به همان نسبت کارایی بالاتر می‌رود و از طرفی در اکثر موارد برای اینکه گره‌ها جلب توجه نکند یا بتوانند در برخی مکان‌ها قرار بگیرند نیازمند داشتن حجم بسیار کوچک می‌باشند.

- توان مصرفی پائین: منبع تغذیه در گره‌ها محدود می‌باشد و در عمل، امکان تعویض یا شارژ مجدد آن مقدور نیست؛ لذا بایستی از انرژی وجود به بهترین نحو ممکن استفاده گردد.
- نرخ بیت پائین: به خاطر وجود سایر محدودیت‌ها، عملاً میزان نرخ انتقال و پردازش اطلاعات در گره‌ها، نسبتاً پایین می‌باشد.

- خودمختار بودن: هر گره‌ای بایستی از سایر گره‌ها مستقل باشد و بتواند وظایف خود را طبق تشخیص و شرایط خود، به انجام برساند.

- قابلیت انطباق: در طول انجام نظارت بر محیط، ممکن است شرایط در هر زمانی دچار تغییر و تحول شود. مثلاً برخی از گره‌ها خراب گردند؛ لذا هر گره بایستی بتواند وضعیت خود را با شرایط به وجود آمده جدید تطبیق دهد.

## روش‌های مسیریابی در شبکه‌های حسگر
در مسیریابی در شبکه‌های ادهاک نوع حسگر سخت‌افزار محدودیت‌هایی را بر شبکه اعمال می‌کند که باید در انتخاب روش مسیریابی مد نظر قرار بگیرند ازجمله اینکه منبع تغذیه در گره‌ها محدود می‌باشد و در عمل، امکان تعویض یا شارژ مجدد آن مقدور نیست؛ لذا روش مسیریابی پیشنهادی در این شبکه‌ها بایستی از انرژی موجود به بهترین نحو ممکن استفاده کند یعنی باید مطلع از منابع گره باشد و اگر گره منابع کافی نداشت بسته را به آن برای ارسل به مقصد نفرستد.

### روش سیل آسا
در این روش یک گره جهت پراکندن قسمتی از داده‌ها در طول شبکه، یک نسخه از داده مورد نظر را به هر یک از همسایگان خود ارسال می‌کند. هر وقت یک گره، داده جدیدی دریافت کرد، از آن نسخه برداری می‌کند و داده را به همسایه‌هایش (به جز گرهی که داده را از آن دریافت کرده‌است) ارسال می‌کند. الگوریتم زمانی همگرا می‌شود یا پایان می‌یابد که تمامی گره‌ها یک نسخه از داده را دریافت کنند.
زمانی که طول می‌کشد تا دسته‌ای از گره‌ها مقداری از داده‌ها را دریافت و سپس ارسال کنند، یک دور نامیده می‌شود. الگوریتم سیل آسا در زمان (O(d دور، همگرا می‌شود که d قطر شبکه‌است چون برای یک قطعه داده d دور طول می‌کشد تا از یک انتهای شبکه به انتهای دیگر حرکت کند. سه مورد از نقاط ضعف روش ارسال ساده جهت استفاده از آن در شبکه‌های حسگر در زیر آورده شده‌است:

انفجار: در روش سنتی سیل آسا، یک گره همیشه داده‌ها را به همسایگانش، بدون در نظر گرفتن اینکه آیا آن همسایه، داده را قبلاً دریافت کرده یا خیر، ارسال می‌کند. این عمل باعث به وجود آمدن مشکل انفجار می‌شود.

هم پوشانی: حسگرها معمولاً نواحی جغرافیایی مشترکی را پوشش می‌دهند و گره‌ها معمولاً قطعه داده‌هایی از حسگرها را دریافت می‌کنند که با هم هم پوشانی دارند.

عدم اطلاع از منابع: در روش سیل آسا، گره‌ها بر اساس میزان انرژی موجودی خود در یک زمان، فعالیت‌های خود را تغییر نمی‌دهند در صورتی که یک شبکه از حسگرهای خاص منظوره، می‌تواند از منابع موجود خود آگاهی داشته باشد و ارتباطات و محاسبات خود را با شرایط منابع انرژی خود مطابقت دهد.

### روش شایعه پراکنی
این روش یک جایگزین برای روش سیل آسا سنتی محسوب می‌شود که از فرایند تصادف برای صرفه جویی در مصرف انرژی بهره می‌برد. به جای ارسال داده‌ها به صورت یکسان، یک گره شایعه پراکن، اطلاعات را به صورت تصادفی تنها به یکی از همسایگانش ارسال می‌کند. اگر یک گره شایعه پراکن، داده‌ای را از همسایه اش دریافت کند، می‌تواند در صورتی که همان همسایه به صورت تصادفی انتخاب شد، داده را مجدداً به آن ارسال کند.

### روش اسپین
روش SPIN خانواده‌ای از پروتکل‌های وقفی است که می‌توانند داده‌ها را به صورت مؤثری بین حسگرها در یک شبکه حسگر با منابع انرژی محدود، پراکنده کنند.
همچنین گره‌های SPIN می‌توانند تصمیم گیری جهت انجام ارتباطات خود را هم بر اساس اطلاعات مربوط به برنامه کاربردی و هم بر اساس اطلاعات مربوط به منابع موجود خود به انجام برسانند. این کار باعث می‌شود که حسگرها بتوانند داده‌ها را با وجود منابع محدود خود، به صورت کارآمدی پراکنده کنند. گره‌ها در SPIN برای ارتباط با یکدیگر از سه نوع پیغام استفاده می‌کنند:

– ADV: برای تبلیغ داده‌های جدید استفاده می‌شود. وقتی یک گره SPIN، داده‌هایی برای به اشتراک گذاشتن در اختیار دارد، این امر را می‌تواند با ارسال شبه -داده مربوطه تبلیغ کند.

– REQ: جهت درخواست اطلاعات استفاده می‌شود. یک گره SPIN می‌تواند هنگامی که می‌خواهد داده حقیقی را دریافت کند از این پیغام استفاده کند.

– DATA: شامل پیغام‌های داده‌ای است. پیغام‌های DATA محتوی داده حقیقی جمع‌آوری شده توسط حسگرها هستند.

### روش انتشار هدایت شده
در این روش منابع و دریافت‌کننده‌ها از خصوصیات، برای مشخص کردن اطلاعات تولید شده یا موردنظر استفاده می‌کنند و هدف روش انتشار هدایت شده پیدا کردن یک مسیر کارآمد چندطرفه بین فرستنده و گیرنده هاست. در این روش هر وظیفه به صورت یک علاقه‌مندی منعکس می‌شود که هر علاقه‌مندی مجموعه‌ای است از زوج‌های خصوصیت-مقدار. برای انجام این وظیفه، علاقه‌مندی در ناحیه موردنظر منتشر می‌شود. در این روش هر گره، گره‌ای را که اطلاعات از آن دریافت کرده به خاطر می‌سپارد و برای آن یک گرادیان تشکیل می‌دهد که هم مشخص‌کننده جهت جریان اطلاعات است و هم وضعیت درخواست را نشان می‌دهد (که فعال یا غیرفعال است یا نیاز به بروز شدن دارد). در صورتی که گره از روی گرادیان‌های قبلی یا اطلاعات جغرافیایی بتواند مسیر بعدی را پیش‌بینی کند تنها درخواست را به همسایه‌های مرتبط با درخواست ارسال می‌کند و در غیر این صورت، درخواست را به همه همسایه‌های مجاور ارسال می‌کند. وقتی یک علاقه‌مندی به گره‌ای رسید که داده‌های مرتبط با آن را در اختیار دارد، گره منبع، حسگرهای خود را فعال می‌کند تا اطلاعات موردنیز را جمع‌آوری کنند و اطلاعات را به صورت بسته‌های اطلاعاتی ارسال می‌کند.
داده‌ها همچنین می‌توانند به صورت مدل خصوصیت-نام ارسال شوند. گرهی که داده‌ها را ارسال می‌کند به عنوان یک منبع شناخته می‌شود. داده هنگام ارسال به مقصد در گره‌های میانی ذخیره می‌شود که این عمل در اصل برای جلوگیری از ارسال داده‌های تکراری و جلوگیری از به وجودآمدن حلقه استفاده می‌شود. همچنین از این اطلاعات می‌توان برای پردازش اطلاعات درون شبکه و خلاصه سازی اطلاعات استفاده کرد.
پیغام‌های اولیه ارسالی به عنوان داده‌های اکتشافی برچسب زده می‌شوند و به همه همسایه‌هایی که به گره دارای داده، گرادیان دارند ارسال می‌شوند یا می‌توانند از میان این همسایه‌ها، یکی یا تعدادی را برحسب اولویت جهت ارسال بسته‌های اطلاعات انتخاب کنند. (مثلاً همسایه‌هایی که زودتر از بقیه پیغام را به این گره ارسال کرده‌اند) برای انجام این کار، یرنده یا سینک همسایه‌ای را جهت دریافت اطلاعات ترجیح می‌دهد تقویت می‌کند. اگر یکی از گره‌ها در این مسیر ترجیحی از کار بیفتد، گره‌های شبکه به‌طور موضعی مسیر از کار افتاده را بازیابی می‌کنند. در نهایت گیرنده ممکن است همسایه جاری خود را تقویت منفی کند در صورتی که مثلاً همسایه دیگری اطلاعات بیشتری جمع‌آوری کند.
پس از ارسال داده‌های اکتشافی اولیه، داده‌های بعدی تنها از طریق مسیرهای تقویت شده ارسال می‌شوند. منبع اطلاعات به صورت متناوب هر چند وقت یکبار داده‌های اکتشافی ارسال می‌کند تا گرادیان‌ها در صورت تغییرات پویای شبکه، بروز شوند.

## نتیجه‌گیری
شبکه‌های ادهاک موبایل در واقع آینده شبکه‌های بی سیم می‌باشند به دلیل اینکه آن‌ها ارزان، ساده، انعطاف‌پذیر و استفاده آسانی دارند. ما در جهانی زندگی می‌کنیم که شبکه‌ها در آن پیوسته تغییر می‌کنند و توپولوژی خودشان را برای اتصال نودهای جدید تغییر می‌دهند به همین دلیل ما به سمت این شبکه‌ها می‌رویم. علی‌رغم مشکلات امنیتی که دارند کاربردهای زیادی دارند در واقع روز به روز بر کارآیی آن‌ها افزوده شده و از قیمتشان کاسته می‌شود به همین دلیل در بازار طرفداران زیادی دارند.